# Club Voleibol Pòrtol
Maillots
Le club Voleibol Pòrtol est un club de volley-ball de Palma de Majorque qui évolue au plus haut niveau national (Superliga).

## Palmarès
- Coupe de la CEV
  - Finaliste : 2005
- Coupe des Coupes
  - Finaliste : 1984
- Top Teams Cup
  - Finaliste : 2006
- Championnat d'Espagne (7)
  - Vainqueur : 1984, 1986, 1987, 1988, 1989, 2006, 2007
  - Finaliste : 1991, 2005
- Coupe d'Espagne (8)
  - Vainqueur : 1982, 1984, 1986, 1987, 1988, 1990, 2005, 2006
- Supercoupe d'Espagne (1)
  - Vainqueur : 2005

## Joueurs majeurs

### Du monde entier
- Stanislav Pochop  République tchèque (central, 2,02 m)

### Les Français et Palma
- Stéphane Antiga (réceptionneur-attaquant, 2,00 m)
- Sébastien Ruette  Canada/ France (pointu, 2,00 m)